# Marian Łącz

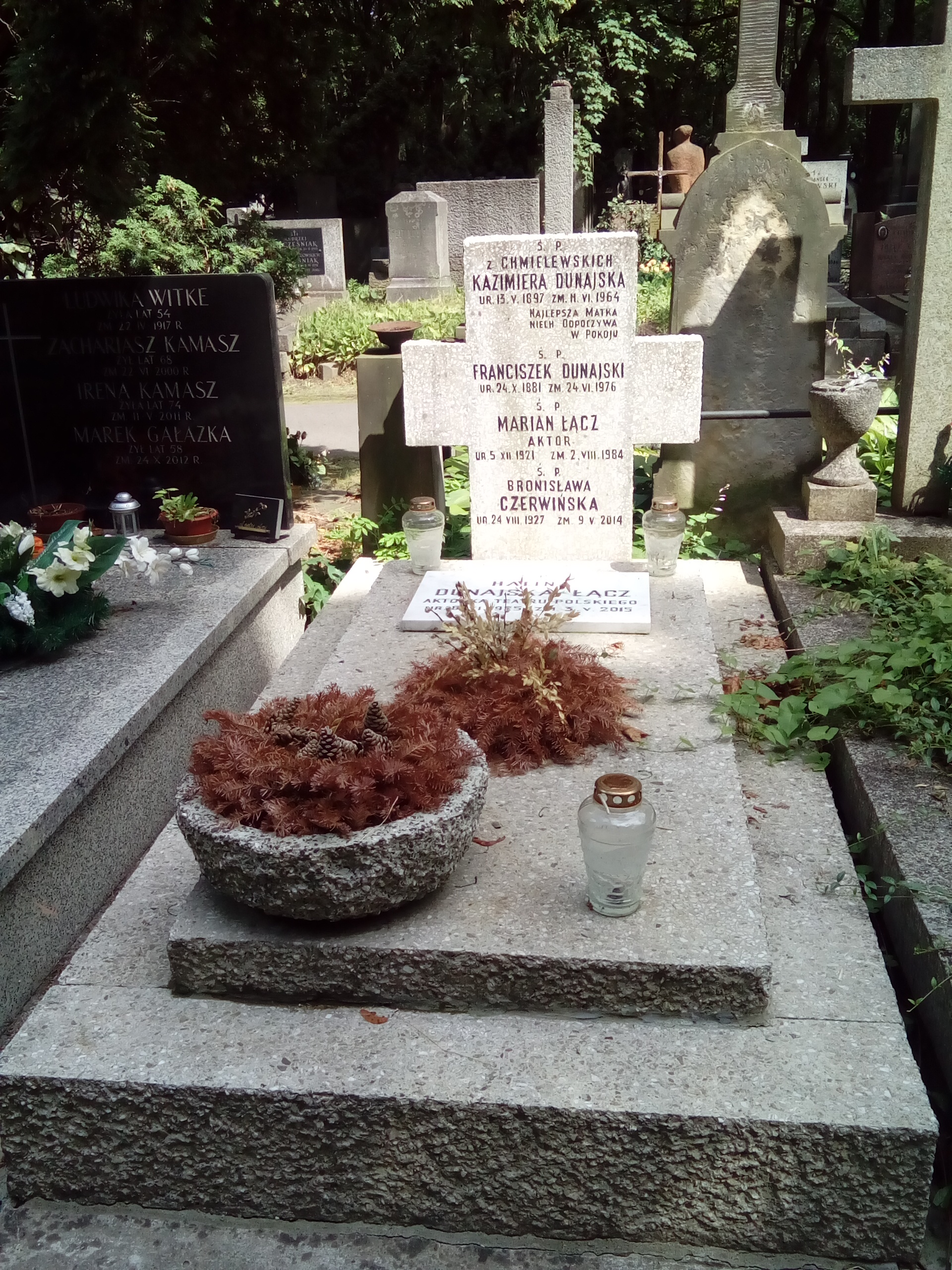
Grób Haliny Dunajskiej i Mariana Łącza na cmentarzu Powązkowskim

Marian Mikołaj Łącz (ur. 5 grudnia 1921 w Rzeszowie, zm. 2 sierpnia 1984 w Warszawie) – polski piłkarz, aktor teatralny i filmowy, reprezentant Polski w piłce nożnej.

## Życiorys
Uczył się w szkole podstawowej, następnie w I Państwowym Gimnazjum im. ks. Stanisława Konarskiego i w II Państwowym Liceum i Gimnazjum im. Stanisława Sobińskiego. Karierę sportową rozpoczął w 1936 roku w klubie Resovia Rzeszów. Początkowo występował na pozycji bramkarza, a następnie napastnika.
Podczas okupacji uczestniczył w tajnych meczach piłkarskich. Był zawodnikiem klubu Sokół Rzeszów. Pod koniec wojny został zawodnikiem klubu Baltia Gdańsk. Po zmianie nazwy klubu rozwiązał umowę i został zawodnikiem ŁKS Łódź.
W sezonie 1948 zdobył 17 goli. Rok później z 18 bramkami został wicekrólem strzelców. W 1949 roku wystąpił po raz pierwszy w reprezentacji Polski przeciwko Rumunii. Następnie przeniósł się do Warszawy i został zawodnikiem Polonii Warszawa. W 1956 roku zakończył karierę piłkarską.
Podczas gry w ŁKS studiował w Państwowej Wyższej Szkole Aktorskiej. W roku 1950 ukończył studia na PWST w Warszawie. Występował w Teatrze Wojska Polskiego w Łodzi (1948–1949) i Teatrze Polskim w Warszawie (1949–1981). Przez wiele lat łączył grę w piłkę z pracą na deskach teatru. Od roku 1950 występował w słuchowiskach Teatru Polskiego Radia.
W 1951 roku na Festiwalu Polskich Sztuk Współczesnych otrzymał III nagrodę za rolę Jana Kubicy w Trzeba było iskry Leona Pasternaka oraz Andrzeja Wiechy w Dobrym człowieku Krzysztofa Gruszczyńskiego w Teatrze Polskim w Warszawie. 19 stycznia 1955 roku na wniosek Ministra Kultury i Sztuki został odznaczony Medalem 10-lecia Polski Ludowej.
Był mężem aktorki Haliny Dunajskiej, ojcem aktorki Laury Łącz.
Zmarł w Warszawie, pochowany w grobowcu rodzinnym na cmentarzu Powązkowskim (kwatera 105-2-18).

## Filmografia
- 1956: Cień – jako Stefan
- 1956: Zemsta – jako murarz
- 1959: Lotna – jako kapral
- 1962: Zerwany most – jako łącznik z dowództwa kompanii
- 1962: Gangsterzy i filantropi – jako milicjant
- 1963: Skąpani w ogniu – jako plutonowy Tomala
- 1964: Barwy walki – jako partyzant AL
- 1964: Spotkanie ze szpiegiem  – jako kierowca PKS
- 1965: Święta wojna – jako Zakrzewski, trener Sparty
- 1965: Podziemny front – jako barman w kasynie (odc. 1)
- 1968: Kierunek Berlin – jako plutonowy Walasek
- 1969: Ostatnie dni – jako plutonowy Walasek
- 1970: Przygody psa Cywila – jako oficer prowadzący szkolenie psów (odc. 2)
- 1970: Wakacje z duchami – jako milicjant pilnujący zamku (odc. 7)
- 1974: Janosik – jako zbójnik Słowak
- 1974: Zwycięstwo – jako plutonowy Walasek
- 1976: Brunet wieczorową porą – jako pan Andrzej, bileter w kinie
- 1976: Polskie drogi – jako ułan Iwaniuk (odc. 1)
- 1977: Lalka (serial telewizyjny) – jako żołnierz na Węgrzech
- 1977: Kochaj albo rzuć – jako organizator pogrzebu Johna Pawlaka
- 1977: Dziewczyna i chłopak – jako gajowy (odc. 4-6)
- 1978: Co mi zrobisz, jak mnie złapiesz – jako chłoporobotnik na dworcu
- 1978: Zielona miłość – jako robotnik, podwładny Karola
- 1978: Ślad na ziemi – jako robotnik w windzie
- 1980: Dom – jako pan Misiek, pracownik klubu piłkarskiego (odc. 2)
- 1980: Grzeszny żywot Franciszka Buły – jako Ficek, król biedaszybów
- 1981: Miś – jako inkasent
- 1981: Białe tango – jako ojciec Teresy (odc. 3)
- 1982: Popielec – jako Krzemień
- 1983: Alternatywy 4 – jako Władysław Matraszak, sąsiad Balcerka na Pradze
- 1984: Pan na Żuławach – jako chłop zza Buga (odc. 1)